# ذعار العتيبي
ذعار حسين العتيبي (مواليد 14 أغسطس 1999) هو لاعب كرة قدم سعودي يلعب حاليًا في نادي العلا.

## مسيرة اللاعب
مثل نادي الهلال ونادي التعاون ونادي أبها ونادي الحزم ونادي أحد ونادي العلا.

## وصلات خارجية
- ذعار العتيبي على موقع Soccerway.com (الإنجليزية)
- ذعار العتيبي على موقع كووورة